# Ody (Biblia)
Ody – zbiór passusów zawierający 14 kantyków pochodzących z tekstów biblijnych obecny w niektórych wydaniach Septuaginty lub jej wczesnych tłumaczeniach. Ody najczęściej umieszczane były na końcu Księgi Psalmów, niekiedy jednak stanowiły one oddzielny manuskrypt. Nie jest to typowa księga biblijna, lecz zbiór cytatów z różnych ksiąg Starego Testamentu i kilku z Ewangelii Łukasza.
Księgę zawiera wiele rękopisów Septuaginty, w tym tak znaczące jak: Kodeks Aleksandryjski (V wiek), kodeks Veronensis (VI wiek), Turicensis (VII wiek) i minuskuł 55 (Rahlfs). Niektóre starsze psałterze zawierają dodatkowo piętnasty kantyk.

## Zawartość
1. Pierwsza Oda Mojżesza — Kantyk Mojżesza z Wyjścia 15,1-19
2. Druga Oda Mojżesza — Księga Powtórzonego Prawa 32,1-43
3. Modlitwa Anny, matki Samuela — 1 Księga Samuela 2,1-10
4. Modlitwa Habakuka — Księga Habakuka 3,2-19
5. Modlitwa Izajasza — Księga Izajasza 26,9-20
6. Modlitwa Jonasza — Księga Jonasza 2,3-10
7. Modlitwa Azariasza — Księga Daniela 3,26-45
8. Pieśń trzech młodzieńców — Księga Daniela 3,52-88
9. Magnificat (Ewangelia Łukasza 1,46-55) i Benedictus (Modlitwa Zachariasza z Łukasza 1,68-79)
10. Modlitwa Izajasza — Księga Izajasza 5,1-9
11. Modlitwa Ezechiasza — Księga Izajasza 38,10-20
12. Modlitwa Manassesa — krótki utwór umieszczany jako zakończenie 2 Księgi Kronik
13. Nunc dimittis — Modlitwa Symeona z Łukasza 2,29-32
14. Modlitwa Poranna — Ewangelia Łukasza 2,14, Psalm 144,2, Psalm 118,12[2]

Niektóre starsze psałterze jak na przykład Psałterz synajski zawierają jeszcze piętnasty kantyk zatytułowany Gloria in excelsis Deo oparty na Ewangelii Łukasza 2,14.